# Nurlybek Nälibajew
Nurlybek Maschbekuly Nälibajew (kasachisch Нұрлыбек Машбекұлы Нәлібаев, russisch Нурлыбек Машбекович Налибаев Nurlybek Maschbekowitsch Nalibajew; * 13. Oktober 1976 im Rajon Jany-Kurgan, Oblast Ksyl-Orda, Kasachische SSR) ist ein kasachischer Politiker.

## Leben
Nälibajew wurde 1976 im heutigen Audan Schangaqorghan in der Oblys Qysylorda geboren. Er schloss 1996 ein Studium an der Kasachischen Staatlichen Agraruniversität in Alma-Ata ab. Im Jahr 2003 erhielt er einen weiteren Abschluss in Rechtswissenschaften an der Kasachischen Universität für humanitäres Recht. Außerdem ist er Doktorand an der Russischen Akademie für Volkswirtschaft und Öffentlichen Dienst beim Präsidenten der Russischen Föderation.
Nach seinem Abschluss an der Staatlichen Agraruniversität arbeitete Nälibajew zunächst mehrere Jahre lang für unterschiedliche Unternehmen in der Erdölwirtschaft. Erst ab 2005 war er auch in der Politik tätig. So war er von 2005 bis 2007 stellvertretender Äkim (Bürgermeister) der Stadt Qysylorda und anschließend Leiter der Verwaltung des Äkim des Gebietes Qysylorda. Am 8. Februar 2008 wurde er dann zum Äkim des Audan Schijeli ernannt. Dieses Amt hatte er fünf Jahre bis zum 13. Februar 2013 inne, als er zum Bürgermeister der Stadt Qysylorda ernannt wurde. Mit beinahe sieben Jahren ist Nälibajew der Bürgermeister der Stadt mit der längsten Amtszeit seit der Unabhängigkeit Kasachstans von der Sowjetunion. Vom 2. April 2021 bis zum 6. April 2022 war er ein Jahr lang Leiter der Abteilung für regionale Entwicklung des Büros des kasachischen Premierministers.
Am 7. April 2022 wurde er zum Äkim des Gebietes Qysylorda ernannt.

## Persönliches
Nurlybek Nälibajew ist verheiratet. Zusammen mit seiner Frau hat er drei Kinder, zwei Töchter und einen Sohn. Er hat insgesamt sieben Geschwister, vier Brüder und drei Schwestern. Einer seiner Brüder war Berdibek Saparbajew (1953–2023), ebenfalls Politiker.